# 24152 Ramasesh
24152 Ramasesh è un asteroide della fascia principale. Scoperto nel 1999, presenta un'orbita caratterizzata da un semiasse maggiore pari a 2,7902619 UA e da un'eccentricità di 0,0903382, inclinata di 2,63089° rispetto all'eclittica.